# Laura Lopes
Laura Rose Lopes z domu Parker Bowles (ur. 1 stycznia 1978 w Swindon) – brytyjska kurator sztuki.
Córka królowej Zjednoczonego Królestwa Wielkiej Brytanii i Irlandii Północnej Kamili i jej pierwszego męża Andrew Parker Bowlesa, pasierbica króla Zjednoczonego Królestwa Wielkiej Brytanii i Irlandii Północnej Karola III.

## Życiorys

### Kariera
W 2001 Lopes spędziła trzy miesiące jako stażystka w muzeum Peggy Guggenheim Collection w Wenecji. W 2001 była korespondentką motoryzacyjną Tatler, podczas gdy jej brat Tom był felietonistą kulinarnym w tym samym magazynie. Lopes zarządzała The Space Gallery w londyńskiej dzielnicy Belgravia w połowie 2000, a w październiku 2005 została współzałożycielką i dyrektorką galerii Eleven.

### Życie prywatne
Wychowała się w Allington i Corsham w Wiltshire w wierze rzymskokatolickiej. Ma starszego brata Toma. Uczyła się w katolickiej żeńskiej szkole St. Mary’s School w Dorset. W latach 80. XX wieku razem z bratem uczęszczała do Heywood Preparatory School w Corsham. Jest absolwentką Oxford Brookes University, gdzie studiowała marketing i historię sztuki.
6 maja 2006 poślubiła dyplomowanego księgowego Harry’ego Marcusa George’a Lopesa, którego dziadkami byli baronowie. Mają córkę Elizę (ur. 2008) i synów-bliźniaków Gusa i Louisa (ur. 2009).